# Château des Roure
 (janvier 2023).
Si vous disposez d'ouvrages ou d'articles de référence ou si vous connaissez des sites web de qualité traitant du thème abordé ici, merci de compléter l'article en donnant les références utiles à sa vérifiabilité et en les liant à la section « Notes et références ».
Le château des Roure est une forteresse datant de la fin du Moyen Âge situé sur la commune de Labastide-de-Virac dans le sud du département de l'Ardèche. En 1978 il a été classé au titre des monuments historiques.

## Localisation

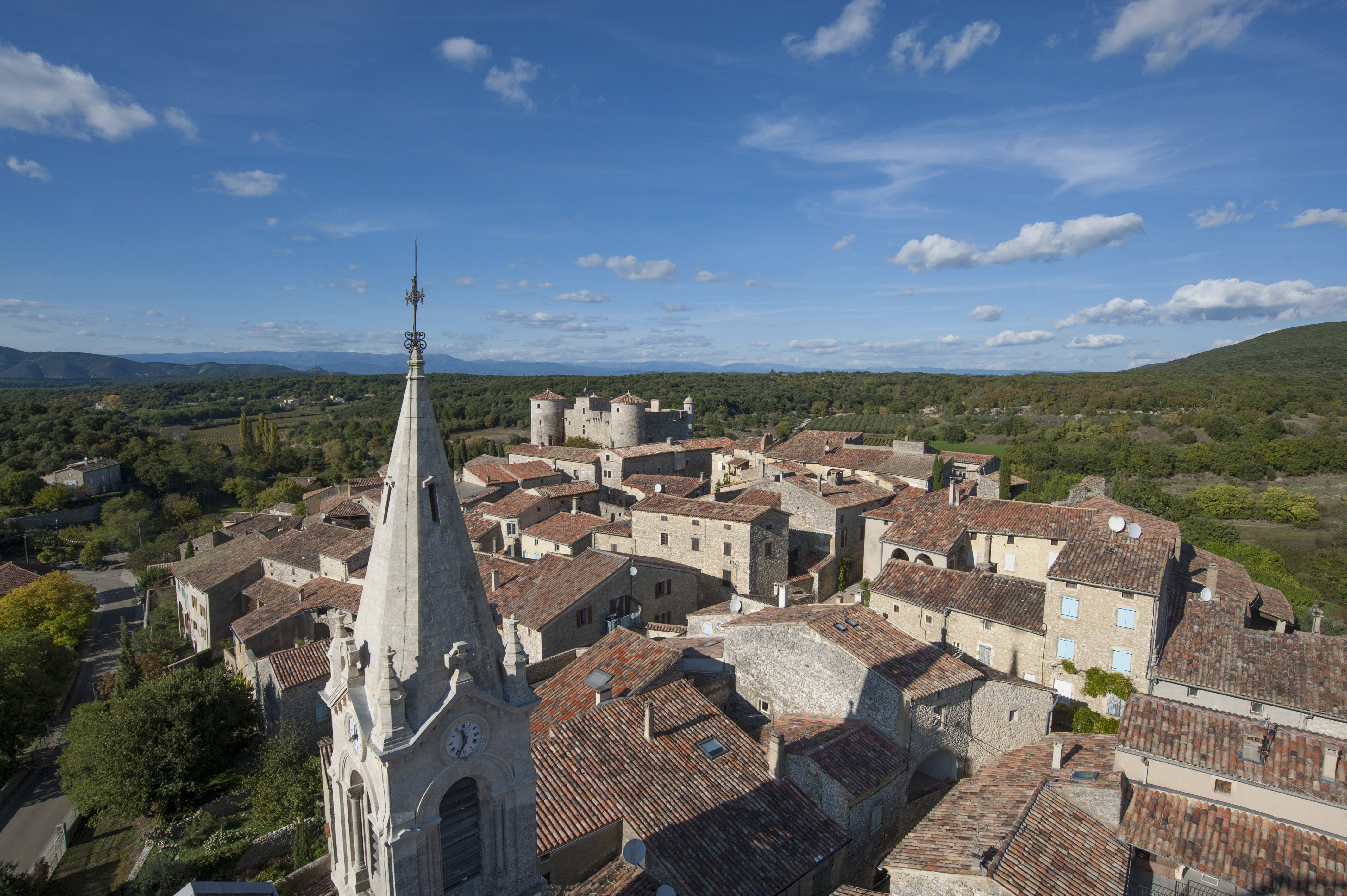
Le village de Labastide-de-Virac avec son château.

Le village de Labastide-de-Virac est situé sur les plateaux calcaires, dans l’extrême sud de l'Ardèche, sur l'antique route du pont d'Arc. Place majoritairement protestante, la commune était un point stratégique entre Nîmes et Privas durant les tensions religieuses. 
Le château est situé dans le village, les maisons se sont construites autour et servaient de rempart naturel au château.

## Historique
Un premier château en forme de tour carré fut construit au XIe siècle, il permettait de surveiller l'axe majeur passant sur le pont d'Arc[réf. nécessaire]. 
À la fin du XIVe siècle un nouveau château fut construit sur l'ancienne fortification féodale. Le seigneur du château, le comte du Roure appartenait à la famille Beauvoir de Grimoard du Roure.[réf. nécessaire]
Au XVIe siècle, la terre de Labastide devient la possession de Philippe Sautel, seigneur de Barjac. Son fils, Claude bâtie une maison forte qui prend le nom de Roure à la suite du mariage d'une de ses filles avec Pierre de Beauvoir du Roure.
Le château devient un haut lieu des guerres de Religion jusqu'à la révolte des camisards. Le duc de Rohan fut hébergé en 1628 par le comte du Roure, propriétaire huguenot du château. En 1629, Louis XIII et Richelieu font raser les parties défensives du château et les remparts du village, le château perd alors ses éléments de défenses tels que ses échauguettes, son donjon, ses mâchicoulis. Après la révocation de l'édit de Nantes, en 1685, le comte de Roure abjure la religion protestante et devient catholique. En 1703, Jean Cavalier prend le château de La-Bastide-de-Virac et brûle l'église.[réf. nécessaire]
En 1825, la famille de Beauvoir du Roure vend le château à leur métayer de la famille Pradier. Le département de l'Ardèche s'enrichit avec l'industrie de la soie. Pendant de nombreuses années la famille transforma le château en magnanerie, il devient alors l'une des plus grandes magnaneries de la région[réf. nécessaire]. Mais cette activité a périclité à la fin de la Première Guerre mondiale.
En 1975, les descendants de la famille Pradier toujours propriétaire ouvrent le château au public. Les façades et toitures du château, la cour intérieure, l'escalier, ainsi que les cheminées du rez-de-chaussée et de la grande salle du premier étage sont classés au titre des monuments historiques par arrêté du 20 mars 1978.
Entre 2013 et 2016 le château a subi des travaux de rénovation. Ses tours, son donjon, ses échauguettes, ses toitures, ses mâchicoulis ont été restaurés. 
En 2018, le propriétaire fait construire une réplique de trébuchet, qui est désormais installée au pied du château.
En 2019, le parc médiéval et ses animations voient le jour.

## Description
Le château est une puissante construction quadrangulaire flanqué de deux tours rondes aux tuiles orangées, de deux échauguettes, d'un chemin de ronde et d'un donjon. Il comprend également un grand escalier à vis, des plafonds à la française, ainsi qu'une cheminée monumentale.

## La visite
Cette section est promotionnelle ou publicitaire (avril 2023). Considérez son contenu avec précaution et/ou discutez-en.
La visite du château permet à la fois de découvrir le côté historique des lieux et des événements, et l'art de la sériciculture avec l'élevage du ver à soie.
Lors de la visite de l'édifice, on peut découvrir les salles du château aménagées, la magnanerie avec l'élevage du ver à soie et le travail du fil de soie. La visite du château se termine sur le chemin de ronde et le donjon avec un panorama exceptionnel.
La visite du musée de la Soie, ouvert au public en 2002, offre un aperçu très complet des différentes étapes de fabrication du fil de soie.
Aujourd’hui encore, mais dans un but culturel, le château élève des vers à soie, exploite des mûriers, et mobilise huit personnes durant six à sept mois de la saison touristique.
Les animations tels que le fantôme des oubliettes, les démonstrations de tirs au trébuchet ou l'atelier du forgeron ont ouvert petit à petit depuis les années 2000.
Aujourd'hui[Quand ?] le site accueille plus de 45 000 visiteurs par an.

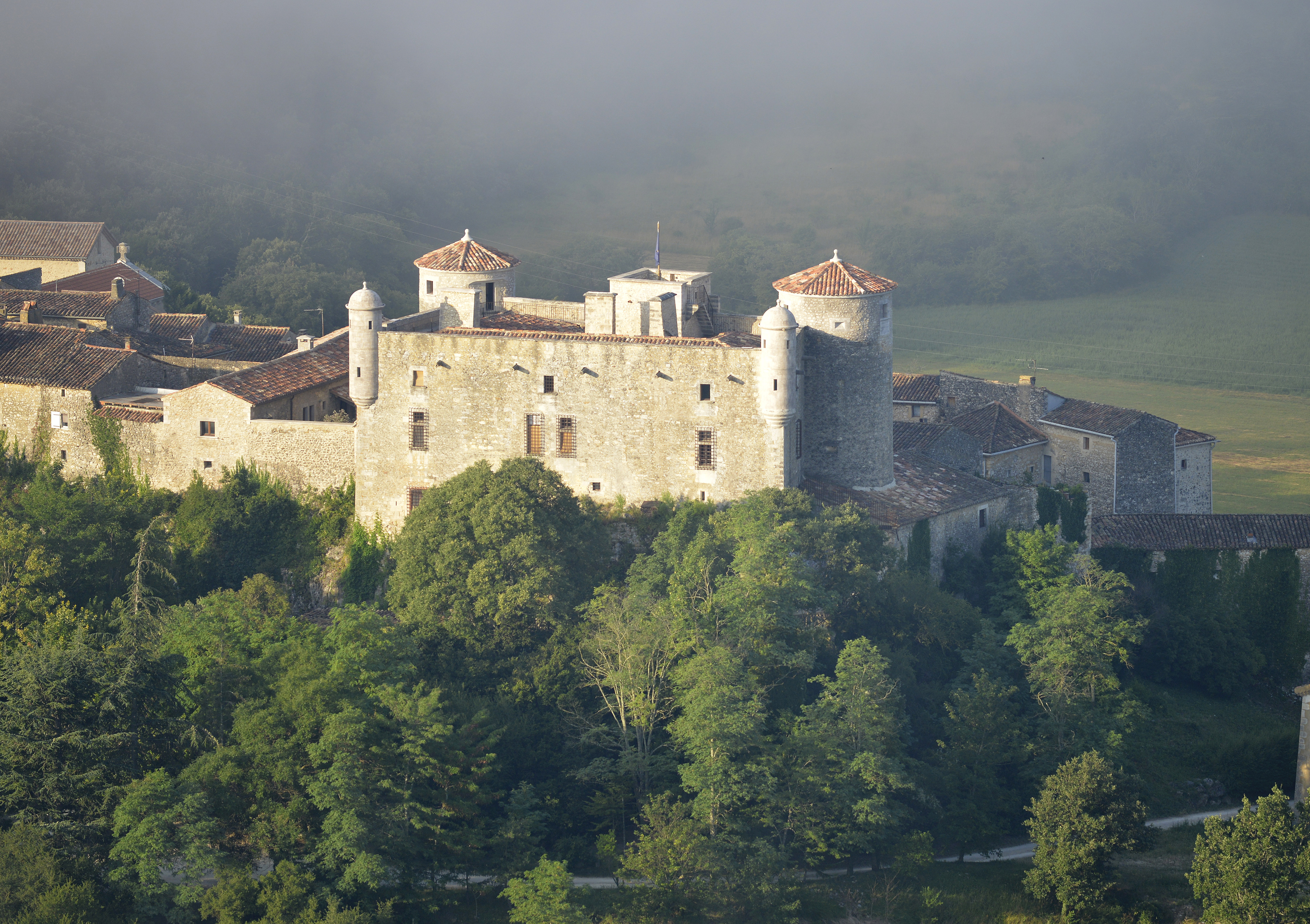
Le château des Roure.
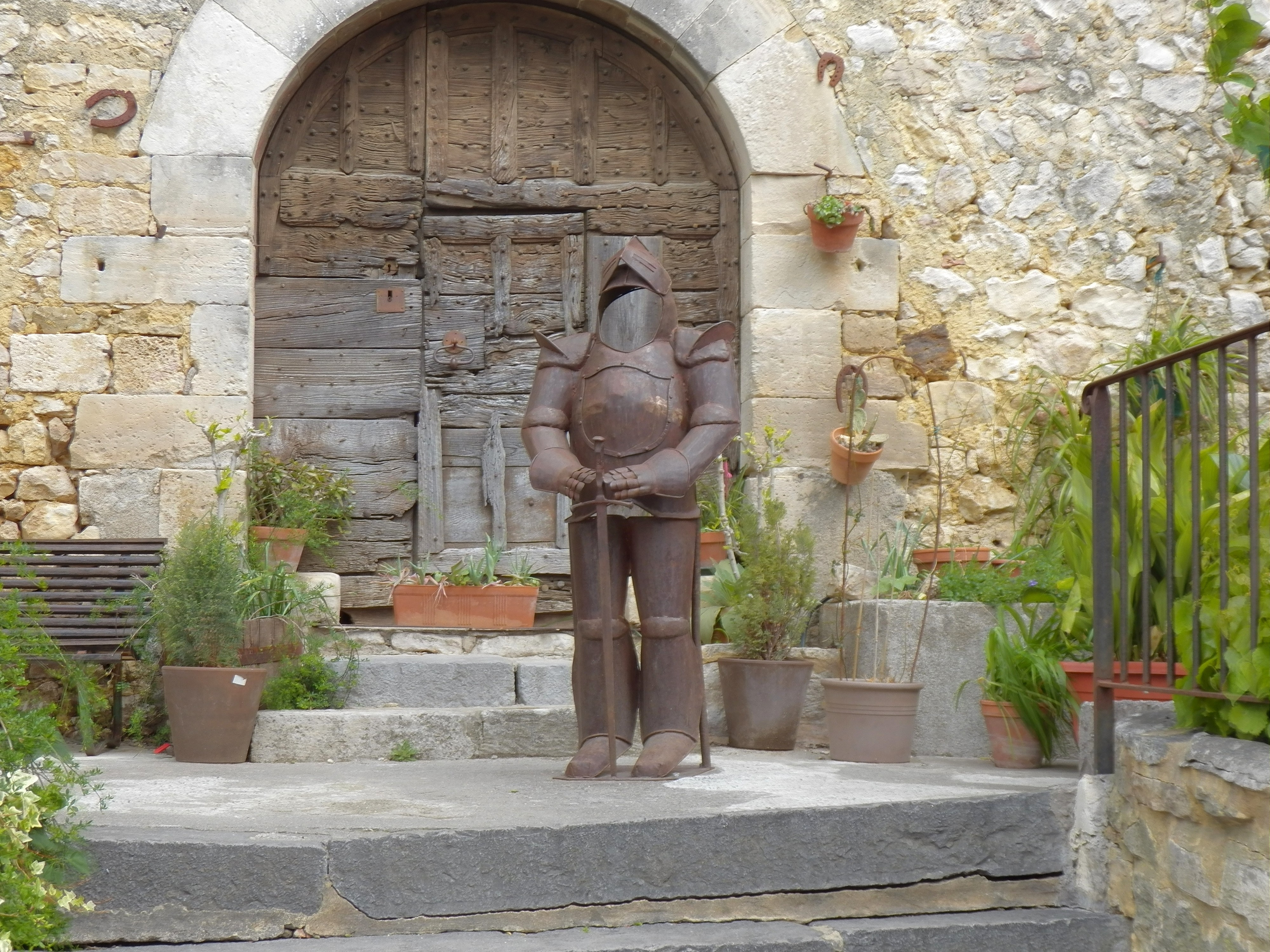
La porte d'entrée.
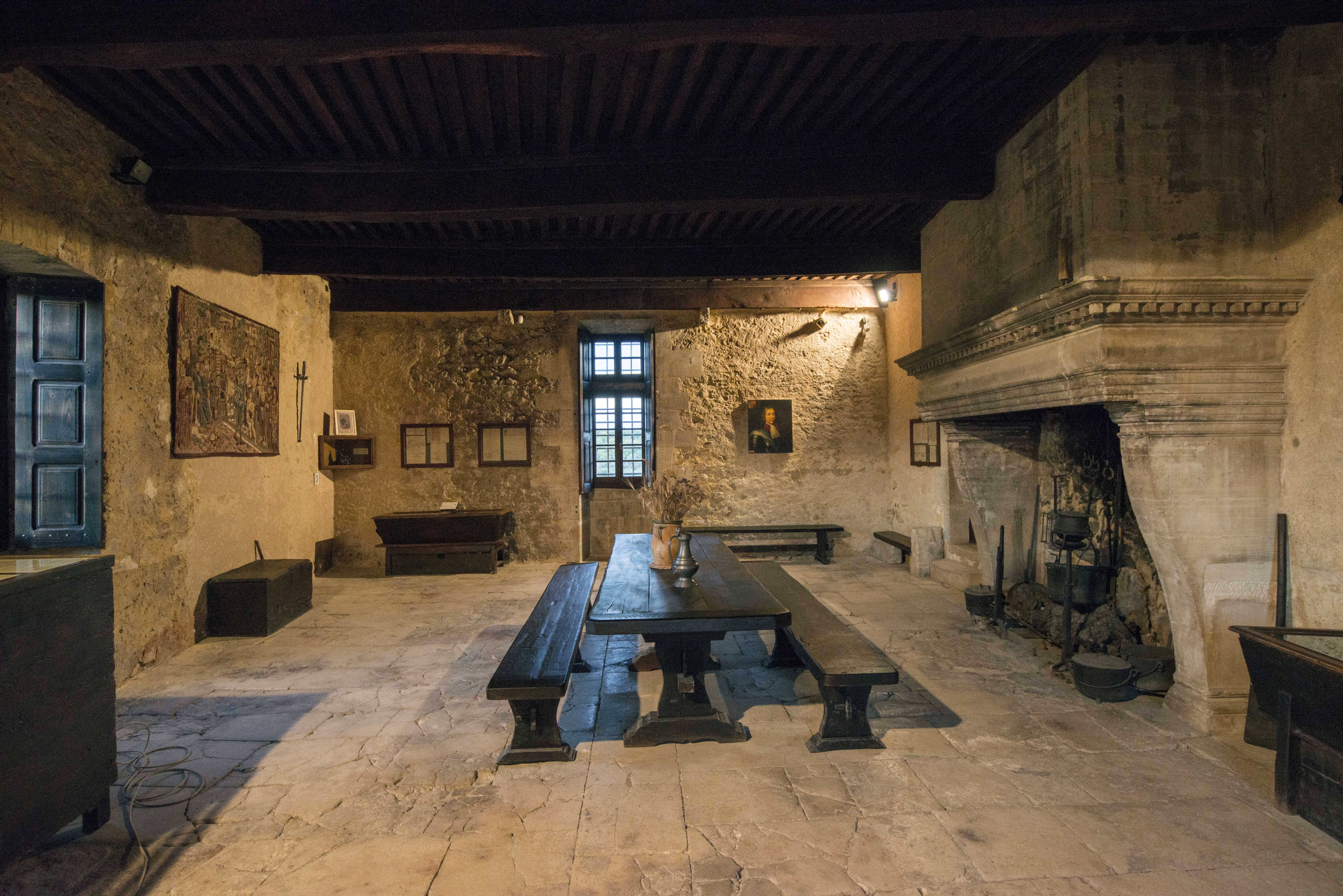
La grande salle du château.
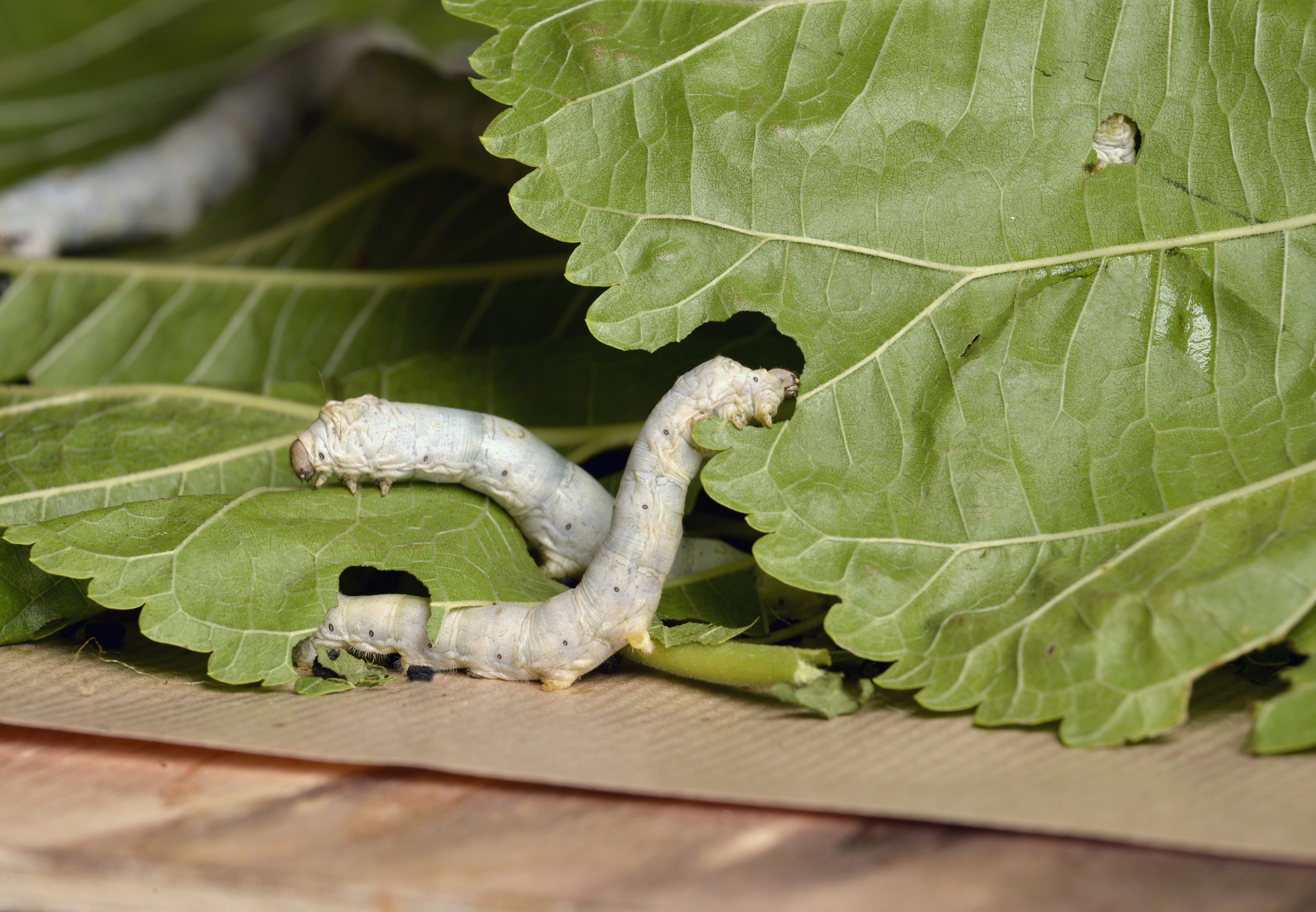
Vers à soie dans la magnanerie du château.
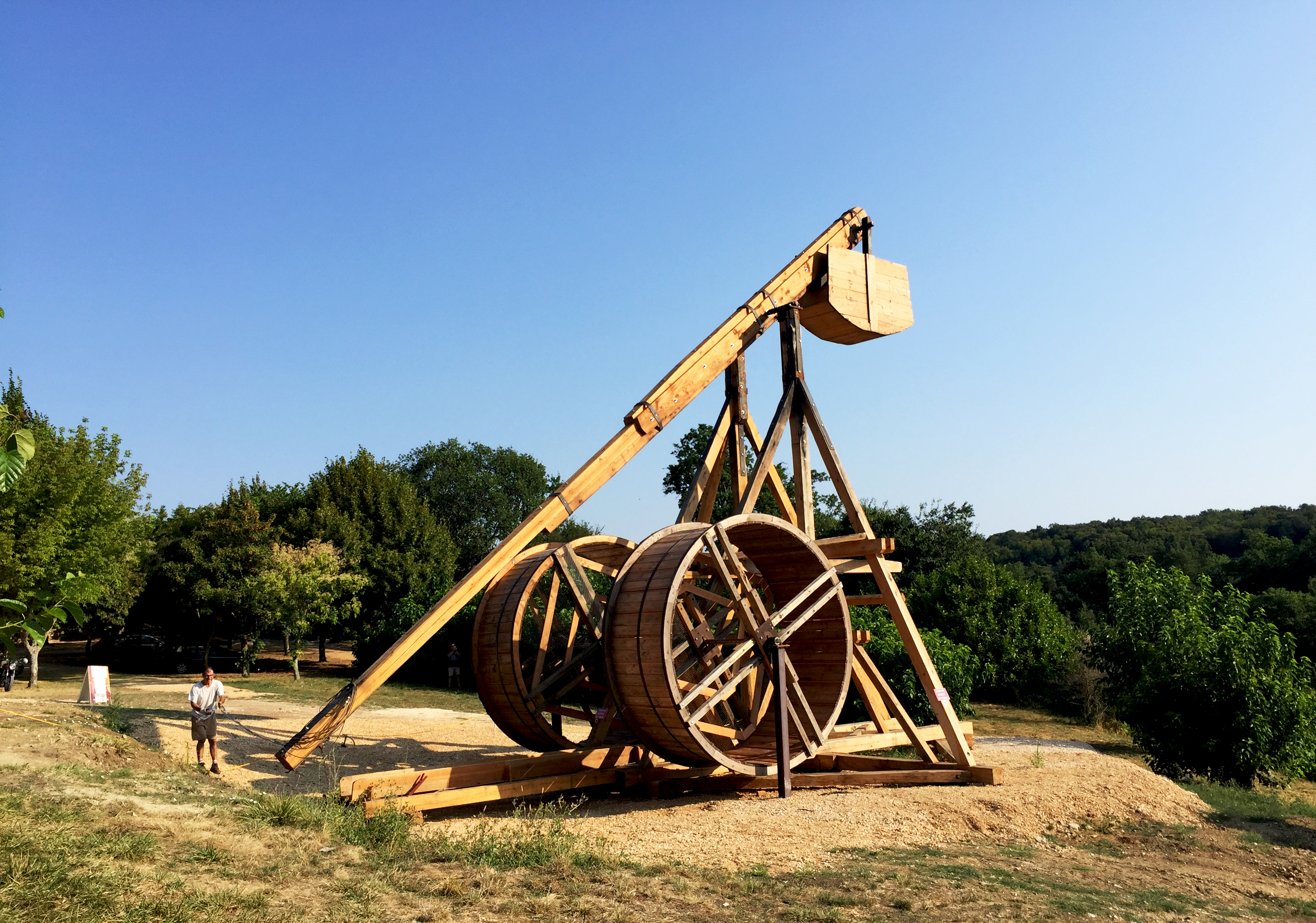
Reconstitution d'un trébuchet.
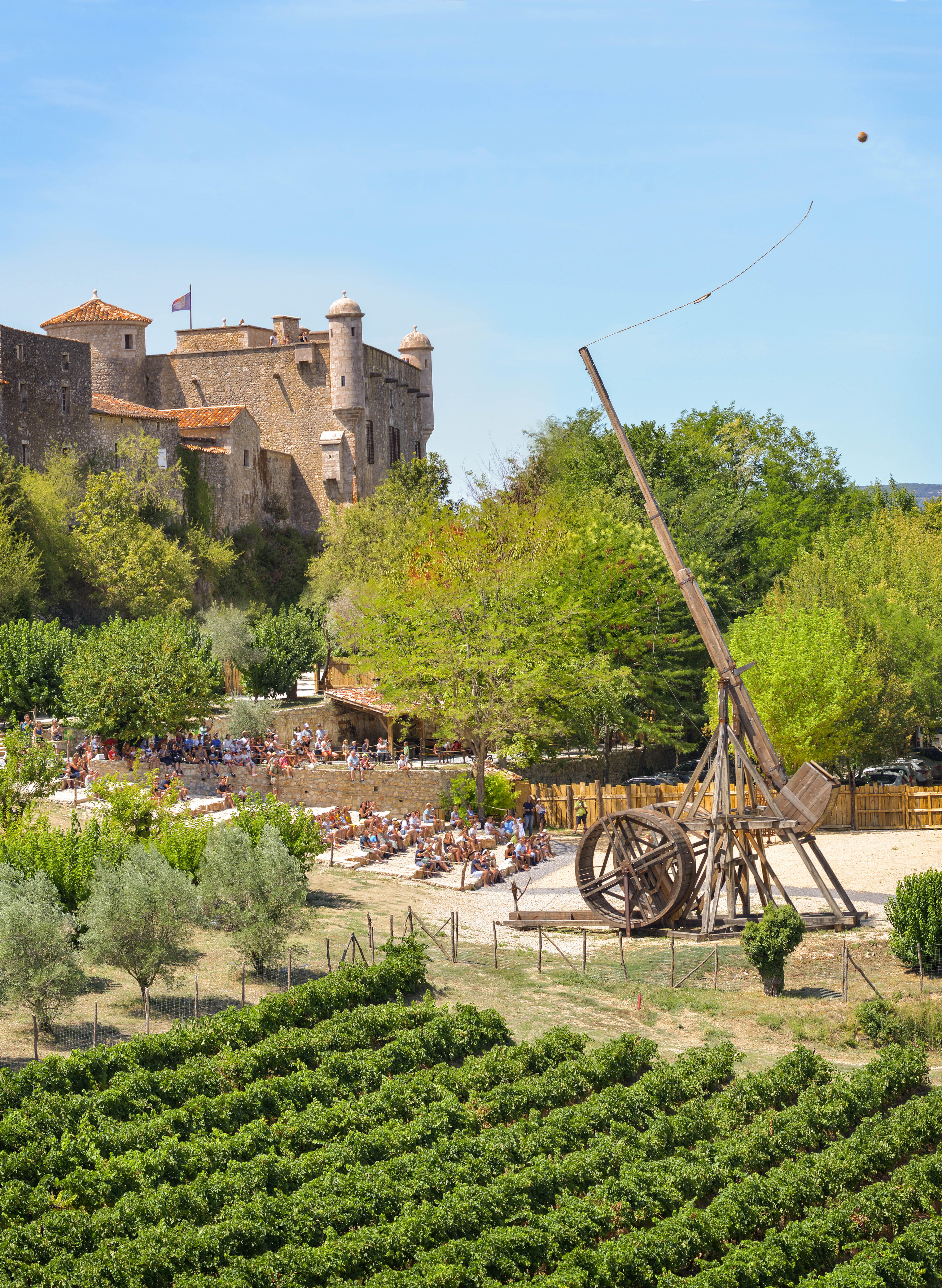
Chateau des Roure et son parc médiéval.